# Ras Al Khor
Ras Al Khor Wildlife Sanctuary è un'area naturale protetta degli Emirati Arabi, istituita nel 1998, che si trova alla fine dell'insenatura del Khor Dubai (detto anche Dubai Creek), nell'Emirato di Dubai. L'area si trova a circa 10 km dal centro di Dubai ed è raggiungibile tramite la Oud Metha Road. L'area protetta si trova all'interno della omonima Comunità di Dubai (Comunità 413).

## Storia dell'area
L'area di Ras Al Khor è stata stabilita nel 1985 ed è stata ufficialmente dichiarata area protetta il 1º marzo 1998 dall'ordine locale n. 2 del 1998. Nel dicembre 2003, lo sceicco Maktum bin Rashid Al Maktum, al tempo sovrano di Dubai, ha promulgato la legge n. 11 del 2003 sull'istituzione di aree protette nell'Emirato di Dubai che pongono l'area sotto la protezione e il governo della municipalità di Dubai.
Nel 2007 il sito è stato designato e successivamente accettato come zona umida di importanza internazionale ai sensi della Convenzione di Ramsar facendo degli Emirati Arabi il 156-esimo stato membro della suddetta convenzione.
Ras Al Khor è stata anche riconosciuta come Important Bird Area (IBA) da BirdLife International.
Nel 2017, a seguito dell'estensione del Dubai Creek oltre il sito di Ras Ak Khor, su richiesta della Municipalità di Dubai, un team di esperti della Convenzione Ramsar ha condotto uno studio per la valutazione di impatto ambientale derivante dai suddetti lavori estensione del canale, che ha prodotto una serie di raccomandazioni verso la Municipalità stessa e il governo degli Emirati.

## Territorio
La zona umida di Ras Al Khor si trova all'estremità occidentale del Khor Dubai (Dubai Creek) a circa 14 km dalla sua imboccatura naturale presso il quartiere di Deira. Quest'area era anche la fine del Dubai Creek fino al novembre 2016 quando venne collegata al mare dall'apertura di due canali chiamati Business Bay e Dubai Canal che la congiunsero di nuovo al Golfo Persico poco a sud della spiaggia di Jumeirah.
Il Dubai Creek, anche nella parte naturale, ha subito nel tempo molte alterazioni. In particolare la parte nord-occidentale (verso il mare) è stata dragata per scopi di navigazione ed è ora profonda 5,5 m, per evitare di prosciugarsi durante le basse maree, mentre la metà sud-occidentale (verso l'interno) è ancora allo stato originale e poco profondo (<2 m). Il fondale della parte bassa è sabbioso e fangoso, e con la bassa marea emergono grandi banchi sabbiosi (fino a 15 ettari in totale).
Il territorio dell'area protetta è costituito da una zona centrale ed una zona cuscinetto. 
La zona centrale ha una estensione di 6,2 km² ed è costituita da sabkha (pianure saline basse), laguna, fango intertidale, piane sabbiose e paludi di mangrovie. La zona cuscinetto è costituita per lo più da sabkha nella parte settentrionale e orientale del santuario. Le sabkha sono distese saline basse che sono soggette a periodiche inondazioni. L'alta temperatura provoca l'evaporazione, lasciando depositi di sali, carbonato di calcio, anidrite di gesso, cloruro di sodio o alite.
Questo habitat è fortemente dipendente da fattori climatici quali la temperatura del mare, le precipitazioni, la direzione e la velocità del vento prevalenti e le ore medie di sole che hanno un'influenza diretta sulle condizioni ambientali nel braccio di mare. La
temperatura media del mare nel torrente varia tra 20 °C e 34 °C, con temperature massime raggiunte a fine estate Le temperature possono essere fortemente influenzate da venti come lo Shamal settentrionale. I venti prevalenti sono deboli e da sud a sud-est durante la notte e da ovest a nord-ovest al mattino presto. I venti da nord a nord-est possono verificarsi raramente in qualsiasi stagione. La maggior parte delle precipitazioni si registra solitamente in gennaio e febbraio. Le ore di sole medie sono comprese fra 7 e 12 ore, il massimo viene raggiunto all'inizio dell'estate con una temperatura compresa tra 43-50 gradi Celsius.
L'area si trova all'interno dell'ecoregione del Deserto e semideserto del golfo di Oman.
Il punto di ingresso all'area protetta si trova lungo la Oud Metha Road che scorre lungo il lato ovest dell'area, mentre il lato sud è delimitato dalla Ras Al Khor Road.

### Habitat
Gli habitat principali dell'area di Ras Al Khor sono: sabkha, distese di fango e sabbia intertidale, mangrovie e lagune.

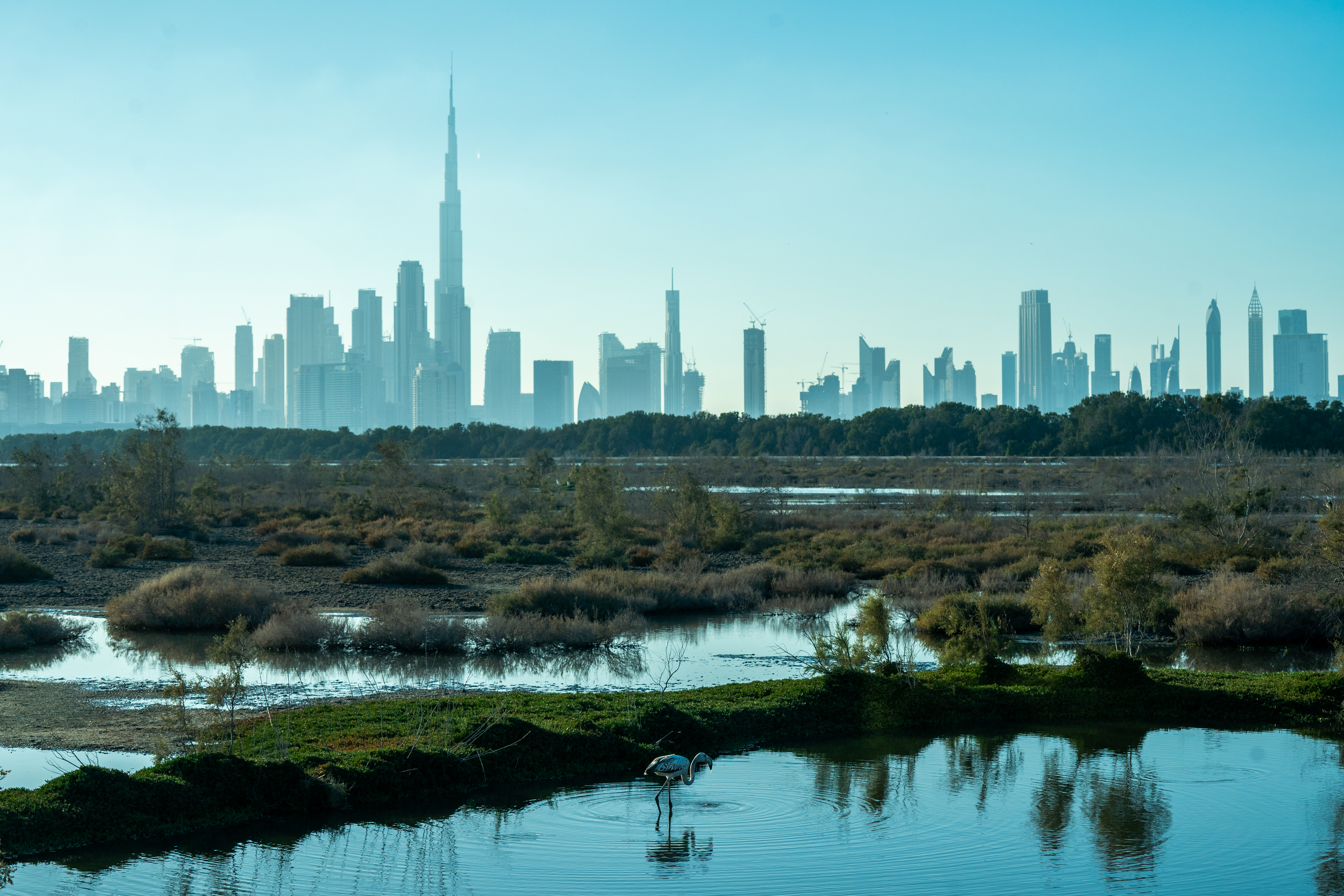
Laguna di Ras Al Khor e Skyline di Dubai

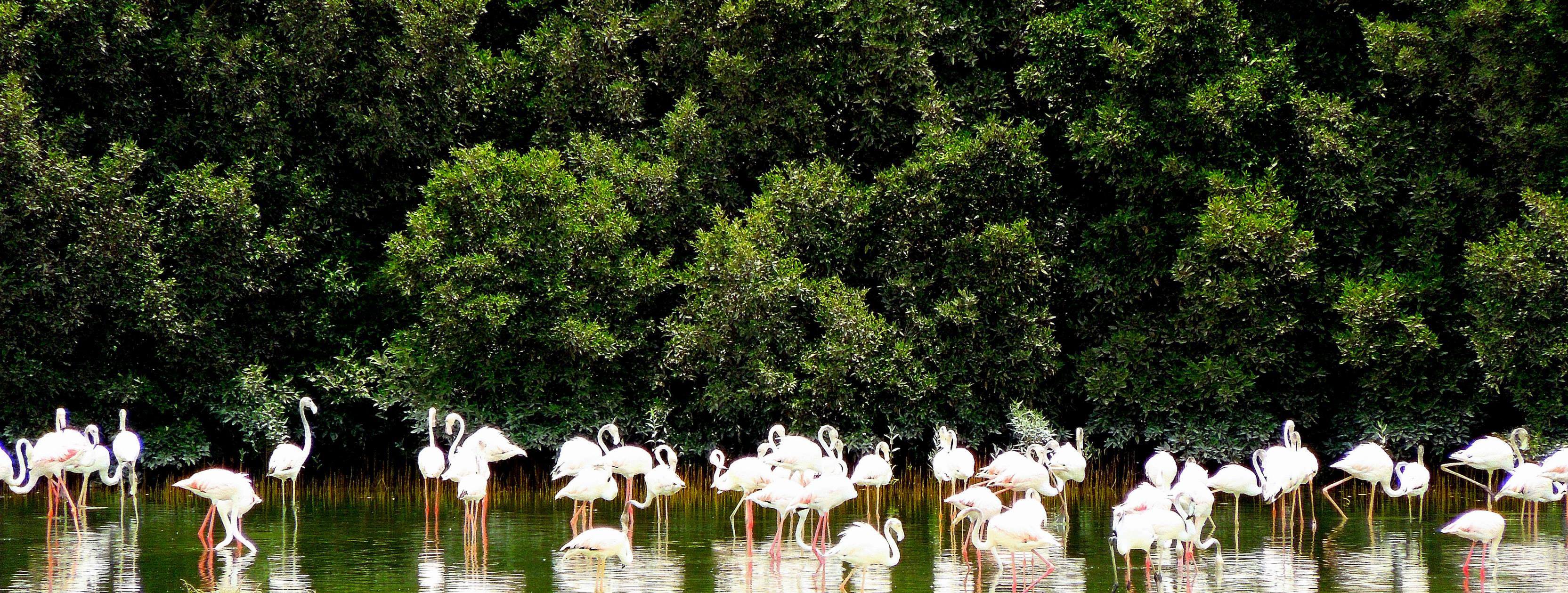
Fenicotteri e mangrovie a Ras Al Khor

Sabkha è una piatta distesa salina soggetta a periodiche inondazioni. La superficie del sabkha è per la maggior parte al di sopra del livello delle normali alte maree, quindi viene allagata solo a fronte di forti piogge. Stuoie gelatinose di alghe blu-verdi si sviluppano nella zona intertidale alta e intrappolano i fini sedimenti calcarei portati dalle maree. Più in basso nella zona intertidale, una specie di granchio (Macrophthalmus depressus) costruisce tane, che cementano la superficie del fango calcareo su vaste aree provocando la formazione di cristalli di gesso all'interno dei sedimenti della falda freatica. A poco a poco questi processi provocano un innalzamento del livello della superficie terrestre e fanno avanzare la costa verso il mare.
L'area intertidale attuale è molto diversa da quella in origine. Nel corso degli anni la batimetria del Dubai CreeK è stata drammaticamente alterata a causa di lavori di costruzione di strade e dragaggio avvenuti negli anni '70 e '80. Questo ha trasformato l'ampia insenatura intertidale fangosa/sabbiosa nel presente corso d'acqua con una profondità di 6–8 m nel tratto iniziale e profondità inferiori (4-6 m) lungo le rive. Ampie aree del Creek sono state bonificate con detriti di dragaggio e l'unica area sopravvissuta di pianure intertidali si trova all'interno dell'area protetta di Ras Al Khor, per una lunghezza lineare di circa 2,3 km. I primi 50 cm di fango intertidale sono stati in gran parte rimossi alla fine del 1993 per la costruzione di una rete di canali. I sedimenti intertidali naturali sono costituiti principalmente da sabbia fine con un po' di ghiaia, limo e argilla e sono ricchi di biomassa invertebrata. Questa fauna invertebrata è costituita principalmente da vermi policheti (principalmente nereidi quali Tylonereis bogoyawlenskyi, Simplisetia erythraeensis, e Nereis falcaria), molluschi gasteropodi (principalmente Potamides conica) e granchi brachiuri (principalmente Scopimera crabricauda e Ilyoplax frater).
L'habitat delle mangrovie è ben consolidata, supporta fiorenti comunità epifaunali che producono frutti, piantine e si diffondono nella zona intertidale medio-alta dell'area di conservazione. Queste mangrovie sono caratterizzate da una fitta chioma di foglie verdi e frutti e lo stato sanitario delle mangrovie è considerato buono, data l'elevata densità di alberi, piantine e alberelli, l'assenza di malattie e l'abbondanze di epifauna registrata nell'area. Nella parte meridionale sono presenti filamenti di mangrovie più antichi. Le mangrovie sono state piantate al di sotto del livello dell'alta marea, ma diverse parti dell'area sono adatte a mangrovie naturali. Tra le mangrovie il sedimento è notevolmente più ricco sia di nereidi che di altri anellidi. Nel sito tra le mangrovie, le nereidi sono relativamente grandi e di conseguenza la biomassa è significativamente maggiore rispetto ad altre aree. Sono state trovate due specie di nereidi, una appartenenti alle Tylonereis e l'altro alle Perinereis. Il sistema di mangrovie del Ras Al Khor supporta l'habitat di crescita per specie di invertebrati e vertebrati e contribuisce così a sostenere l'abbondanza locale di pesci e popolazioni di molluschi.
La laguna è poco profonda (< 2m) ed è circondata da sabkha piatte e basse parti sabbiose e ricoperta da una flora tollerante al sale. Nella parte sud-occidentale della zona
umida nel 1993 è stata realizzata una diga che separa le distese fangose intertidali dalla zona alofita; solo lungo il lato sud-orientale l'acqua può ancora entrare in parte del sabkha. La diga è dotata di chiuse che impediscono l'ingresso delle maree dal lato occidentale del canale e regolano l'altezza massima delle acque interne.

## Flora

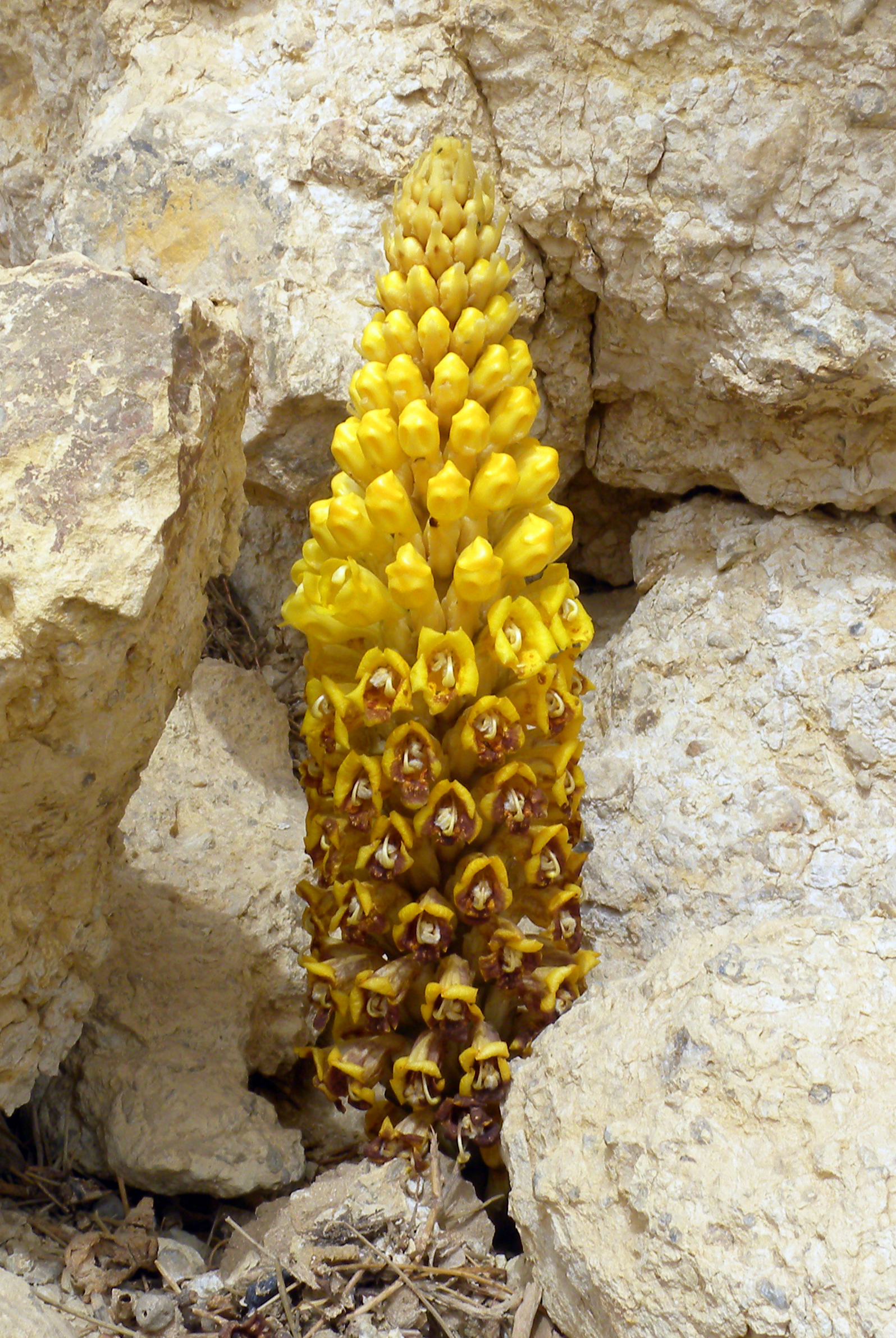
Cistanche tubulosa

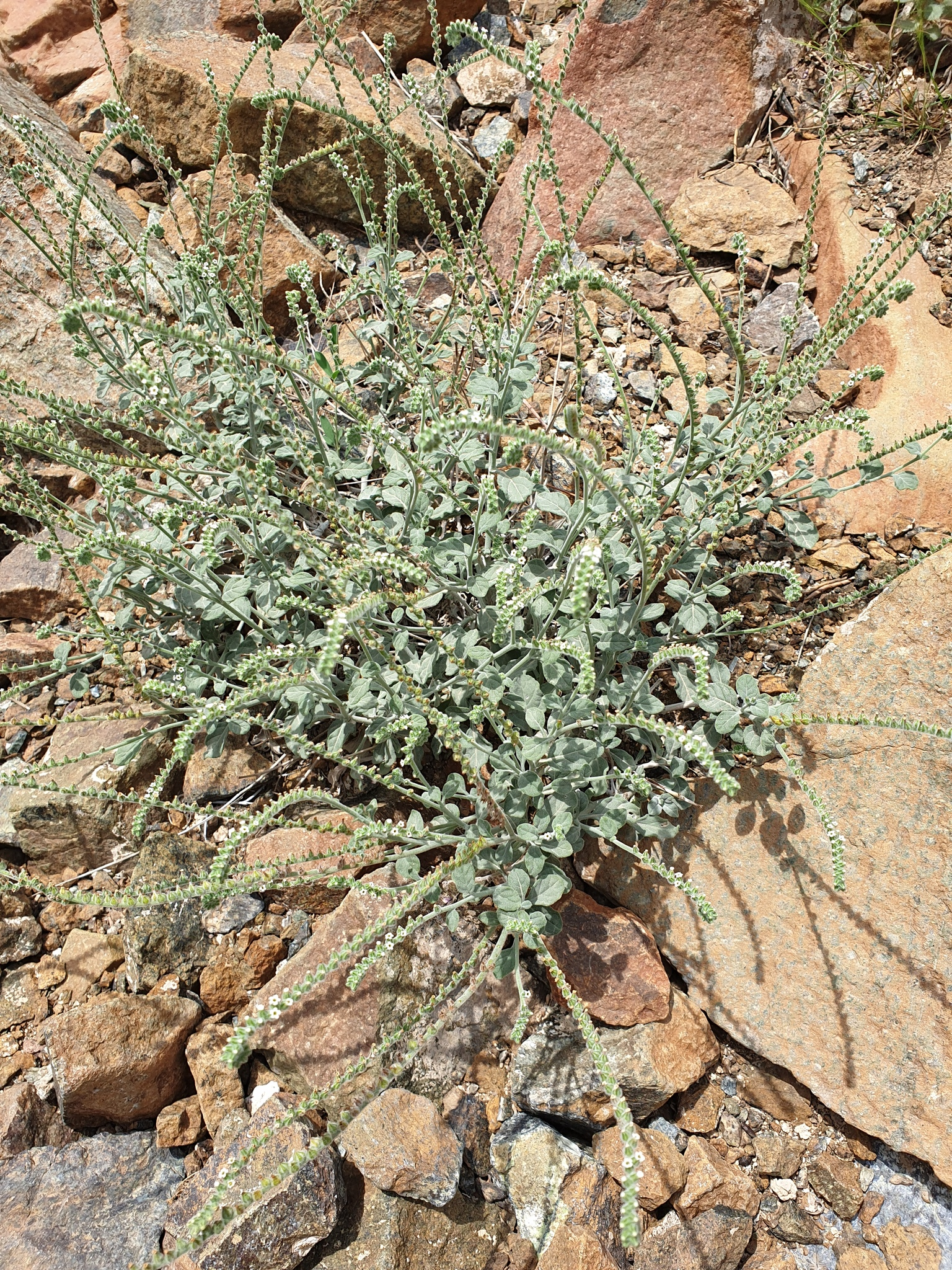
Heliotropium calcareum

La zona umida ospita circa 50 specie di piante. Le mangrovie costituiscono l'ecosistema vegetale dominante di Ras Al Khor. Le mangrovie, localmente conosciute come gurm, sono rappresentate da un'unica specie: Avicennia marina (Mangrovia Grigia). Fra il 1991 e il 1994 sono state piantate un totale di 45.000 piantine di Avicennia marina. Da allora in poi, nonostante non sia stata effettuata alcuna piantumazione di riapprovvigionamento, le mangrovie grigie si sono ben consolidata e diffuse nella zona intertidale medio-alta. Una indagine condotta nel 2006 dal Wildfowl and Wetlands Trust, ha stabilito che la foresta di mangrovie ha occupato più di 50 ettari ed è in continua espansione.
Lungo il Dubai Creek, dopo il Ponte Al Garhoud, entrambi i lati del corso d'acqua supportano della vegetazione desertica. Fra queste le specie dominanti sono: Zygophyllum hamiense, Halopeplis perfoliata, Heliotropium spp., Cornulaca monacantha, Lotus garcinii, Sesuvium verrucosum, Frankenia pulverulenta, Pluchea ovalis, Cistanche tubulosa, Cynomorium coccineum, Senecio glaucus, Launaea capitata, Fagonia indica, Zilla spinosa, Salsola baryosma, Cyperus conglomeratus e Panicum turgidum.
Lungo il confine meridionale del sito, di solito presso lo scarico delle acque reflue, fioriscono un certo numero di specie stagionali, fra cui: Arnebia hispidissima, specie di Erodium, Zygophyllum simplex, Silene villosa, Moltkiopsis ciliata, Oligomeris linifolia, specie di Chenopodium,  specie di Amaranthus. Su questo lato del sito crescono anche alcuni arbusti di Calligonum comosum e piccoli popolamenti di cannucce di palude (Phragmites australis) nelle aree paludose.
Al confine settentrionale del santuario, la vegetazione principale comprende, oltre alla già citate specie di Zygophyllum hamiense, e Halopeplis perfoliata, anche specie di Tamarix aucheriana, Prosopis cineraria e Acacia tortilis.
Il lato occidentale del santuario è piuttosto pianeggiante con una leggera pendenza verso il Dubai Creek. Ci sono alcune piccole lagune, canali, piscine e alcune piccole isole. Nell'area crescono Zygophyllum hamiense sul terreno asciutto e Halopeplis perfoliata sul terreno umido e sulle piccole isole. Alcuni ciuffi di Halocnemum strobilaceum crescono su entrambi i lati di un piccolo promontorio artificiale costruito per osservare i fenicotteri e le anatre.

## Fauna

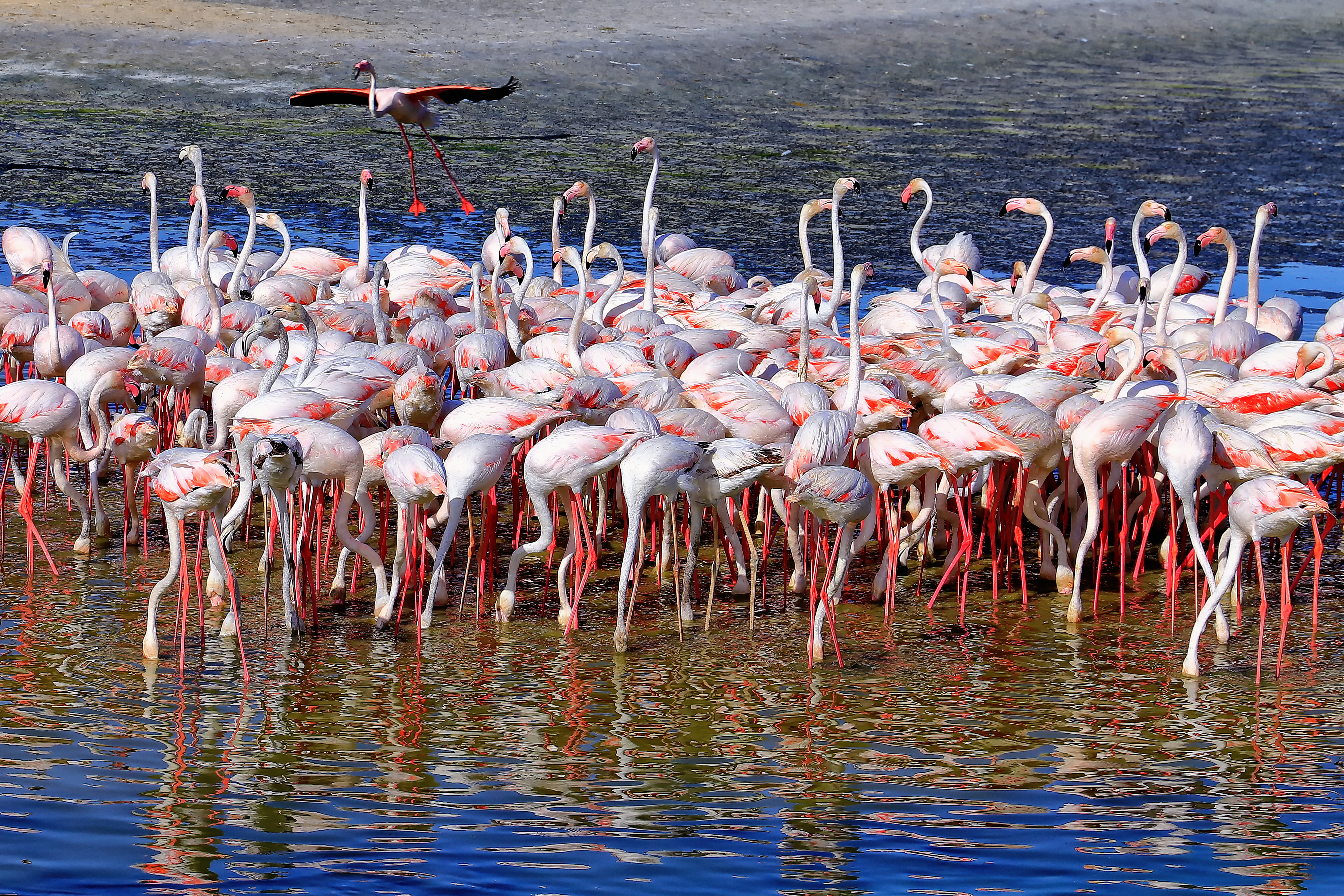
Fenicottero maggiore a Ras Al Khor

L'area umida di Ras Al Khor ospita circa 450 specie di mammiferi, uccelli, rettili, pesci e invertebrati.
Il sito è di particolare importanza per gli uccelli. Esso infatti, posto lungo il percorso migratorio fra l'Africa orientale e l'Asia occidentale, durante il periodo invernale funge da punto di sosta fondamentale per i milioni di uccelli che attraversano la penisola arabica.
È stato calcolato che durante tale periodo supporta più di 20.000 uccelli acquatici appartenenti a 67 specie.

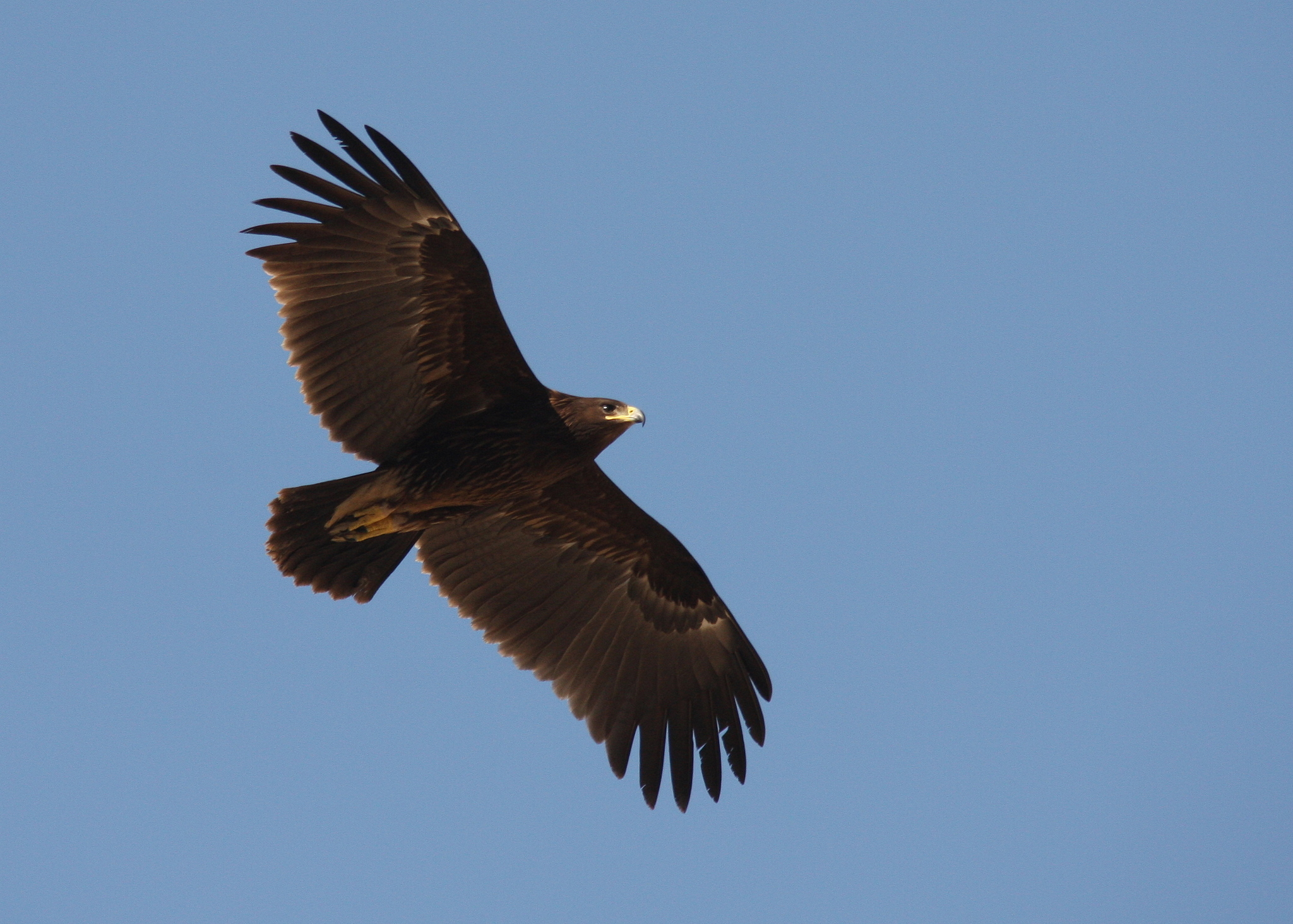
Aquila clanga

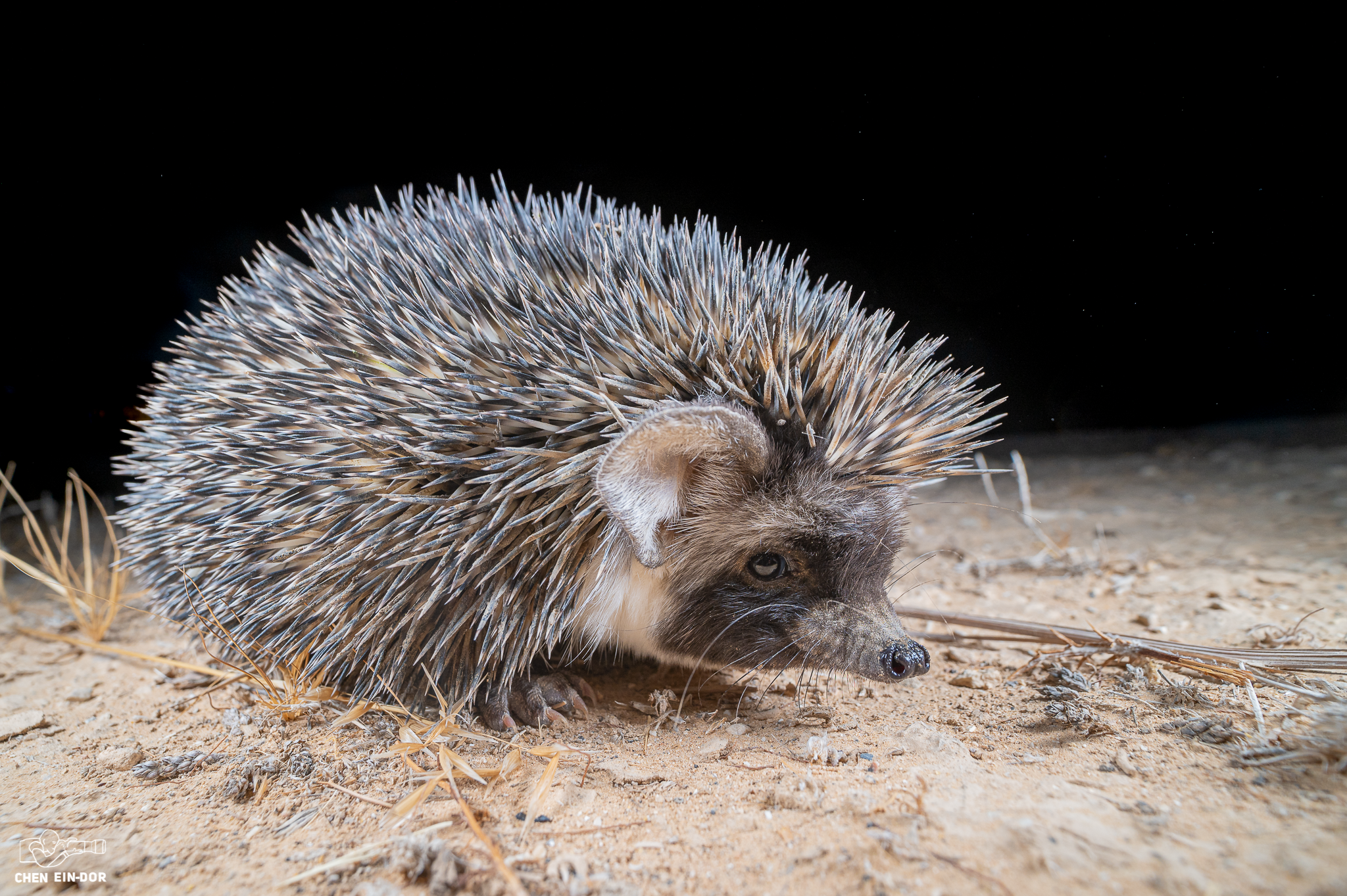
Riccio del deserto (Paraechinus aethiopicus)

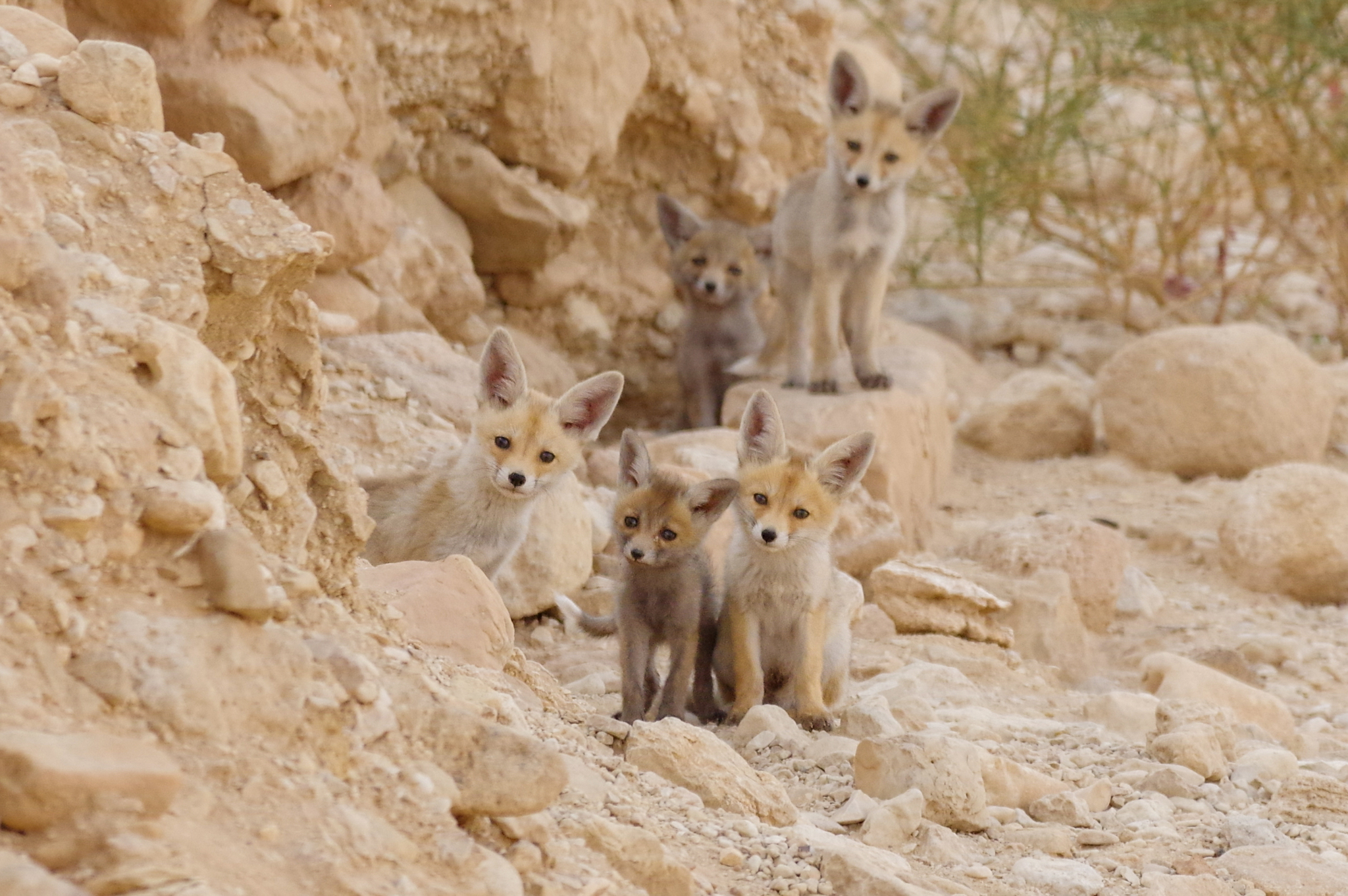
Vulpes vulpes arabica

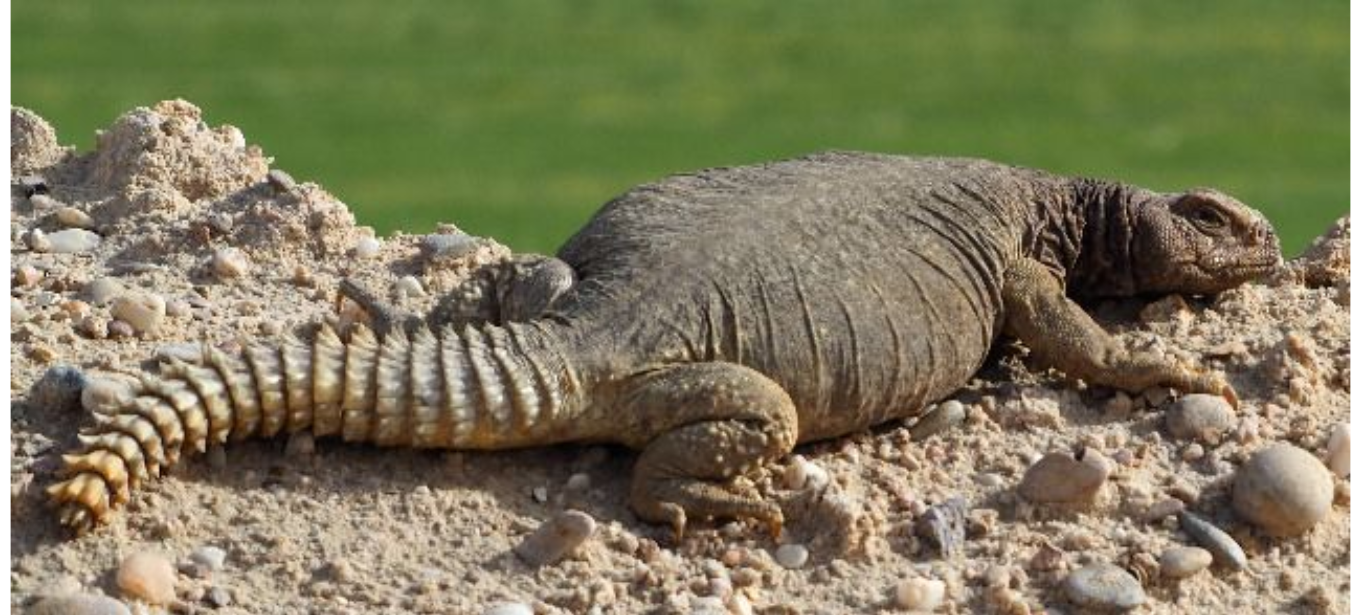
Uromastyx aegyptia

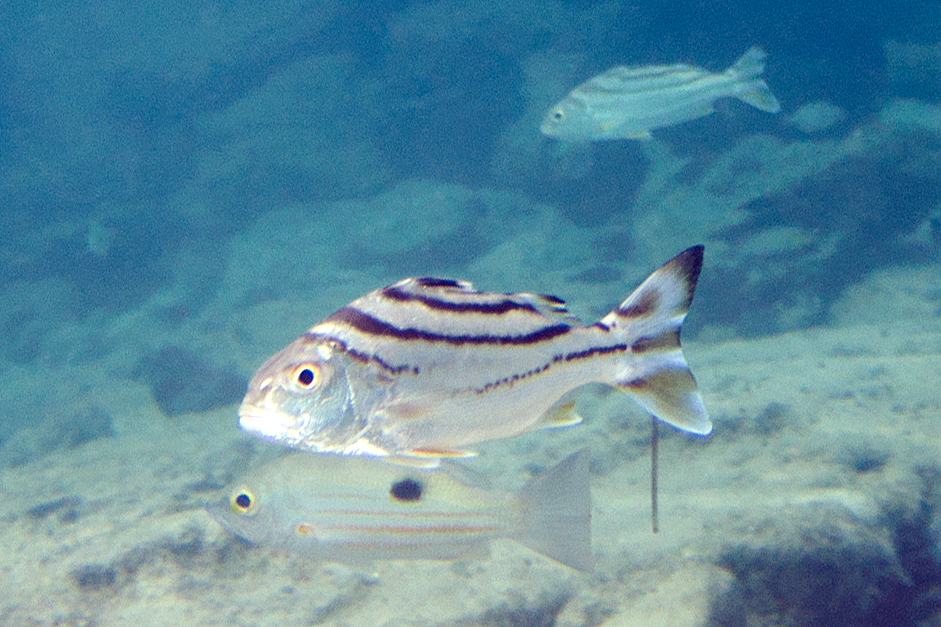
Terapon jarbua

Importanti specie di uccelli acquatici che utilizzano quest'area durante la loro migrazione annuale includono il gambecchio frullino
(Limicola falcinellus) durante il passaggio e il fenicottero maggiore (Phoenicopterus roseus) in inverno. Altre specie migratorie che utilizzano il sito includono Airone cinerino (Ardea cinerea), corriere grosso (Charadrius hiaticula), fratino (Charadrius alexandrinus), corriere della Mongolia (Charadrius mongolus), corriere di Leschenault (Charadrius leschenaultii), pettegola (Tringa totanus) e gabbiano comune (Chroicocephalus ridibundus). Il sito è anche un importante sito di riproduzione di uccelli acquatici, con più di 500 coppie di fratino (Charadrius alexandrinus) che si riproducono regolarmente nel santuario. Il secondo uccello acquatico riproduttore più importante è il Cavaliere d'Italia (Himantopus himantopus) con 150 coppie nel 2010.
Per quanto riguarda le specie che si trovano in uno stato critico di conservazione, minacciate o vulnerabili, il sito ospita regolarmente il cormorano di Socotra (Phalacrocorax nigrogularis), la gru coronata grigia (Balearica regulorum), l'aquila imperiale orientale (Aquila heliaca), l'aquila anatraia maggiore (Aquila clanga) e la pavoncella gregaria (Vanellus gregarius).
Infine le specie aviarie presenti in maggior numero, oltra ai già citati fenicottero maggiore e gambecchio frullino, sono il piovanello pancianera (Calidris alpina), il gabbiano reale mediterraneo (Larus michahellis), il gabbiano comune (Chroicocephalus ridibundus), il corriere della Mongolia e il fratino. Altre specie numerose sono il gabbiano roseo (Chroicocephalus genei), il beccapesci (Sterna sandvicensis) e la sterna maggiore (Hydroprogne caspia). Da notare che i gabbiani sono i principali visitatori invernali (circa il 38% del numero totale di uccelli presenti), mentre le sterne sono più comuni in primavera.
I mammiferi che si trovano a Ras Al Khor sono tutti di piccole dimensioni. Il più grande di essi è la Volpe rossa araba (Vulpes vulpes arabica). Questa sottospecie della volpe rossa è originaria dei monti Hajar e Dhofar in Oman, da cui poi si è diffusa nelle regioni circostanti. Questa specie è più piccola rispetto alla volpe rossa, ma con orecchie più grandi. Raramente supera i 3 kg di peso e risulta molto ben adattata agli habitat aridi. Altri mammiferi presenti nella zona sono: alcune specie di Gerbillus, il ratto marrone (Rattus norvegicus), e il riccio del deserto (Paraechinus aethiopicus).
La classe dei rettili è presente nel sito con un buon numero di specie. Fra i serpenti troviamo le specie velenose della vipera della sabbia Cerastes cerastes, la vipera rostrata Echis carinatus e il corridore della sabbia di Schokari Psammophis schokari, a la specie non velenosa del corridore delle scogliere Coluber rhodorachis. Numerose anche le specie di lucertole: la lucertola dalle dita frangiate Acanthodactylus schmidti, l'Agama flavimaculata, e l'uromastice egiziano (Uromastyx aegyptia microlepis). Sono presenti anche una specie di varano, il varano del deserto (Varanus griseus) e un anfisbene fossorio, il Diplometopon zarudnyi.
La laguna di Ras Al Khor supporta anche una nutrita comunità di pesci. Al fine di stabilire la stagionalità delle varie popolazioni di specie ittiche vengono condotte indagini di routine su base mensile nelle quali le specie vengono contate, misurate, pesate e vengono determinate informazioni biologiche. Fra le specie degne di nota abbiamo: 
- la tilapia del Mozambico (Oreochromis mossambicus), una specie d'acqua dolce ma che si adatta bene anche a salinità elevate.  Predilige acque stagnanti o con corrente molto lenta e si ciba soprattutto di materiale vegetale, sia alghe che piante terrestri che detriti e di fitoplancton.
- il pesce persico tigre (Terapon jarbua), può tollerare un'ampia gamma di salinità dell'acqua e quindi può vivere in una varietà di habitat dalle aree puramente marine agli estuari, nelle lagune costiere e nell'acqua dolce.
- il dentice delle mangrovie (Lutjanus argentimaculatus), si trova comunemente nei sistemi di estuari fiancheggiati da mangrovie in età giovanile, mentre in età adulta migra verso le barriere coralline per deporre le uova.
- il sarago dorato (Rhabdosargus sarba), pesce costiero che depone le uova vicino alle foci dei fiumi o estuari. Dopo un breve periodo planctonico le specie giovani si spostano negli estuari che fungono da vivai. Si nutre di invertebrati di fondo, principalmente molluschi.

## Strutture ricettive

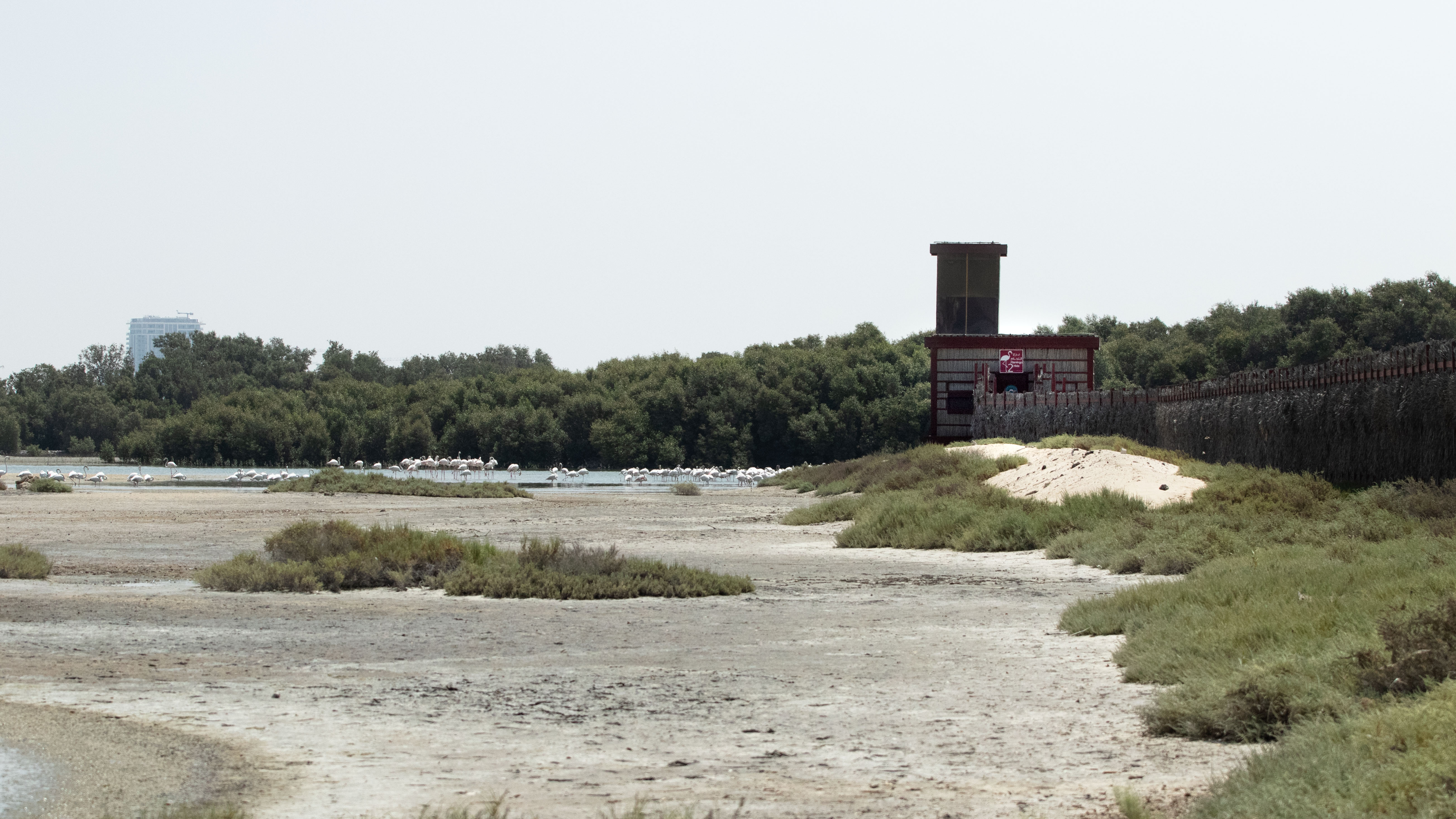
Covo di osservazione dei fenicotteri

Il punto di accesso per i visitatori all'area protetta si trova lungo la Oud Metha Road.
Per favorire l'osservazione della natura il Comune di Dubai ha installato dei nascondigli per il birdwatching che consentono ai visitatori di vedere le piante, gli animali nel loro habitat naturale senza arrecare loro disturbo. Ci sono al momento tre di questi nascondigli posizionati in modo strategico nell'area:
- Covo Uno, chiamato "Gurm/Mangrove", si trova sul lato sud, vicino a una foresta di mangrovie e all'habitat di sabkha presso la Ras Al Khor Road.
- Covo Due, chiamato "Fantir/Flamingo", si trova sul lato ovest, vicino al posatoio dei fenicotteri, presso il punto di ingresso lungo la Oud Metha Roads.
- Covo Tre, chiamato "Al Buhaira/Lagoon", si trova sul lato nord, vicino ad Al Jaddaf.

Ogni covo è dotato di telescopi e pannelli illustrati che mostrano le specie e gli habitat osservabili. Il binocolo viene fornito ai visitatori al momento dell'ingresso. Sono inoltre disponibili pubblicazioni, liste di controllo degli uccelli e di altra flora e fauna del santuario.